# Margot Lee Shetterly

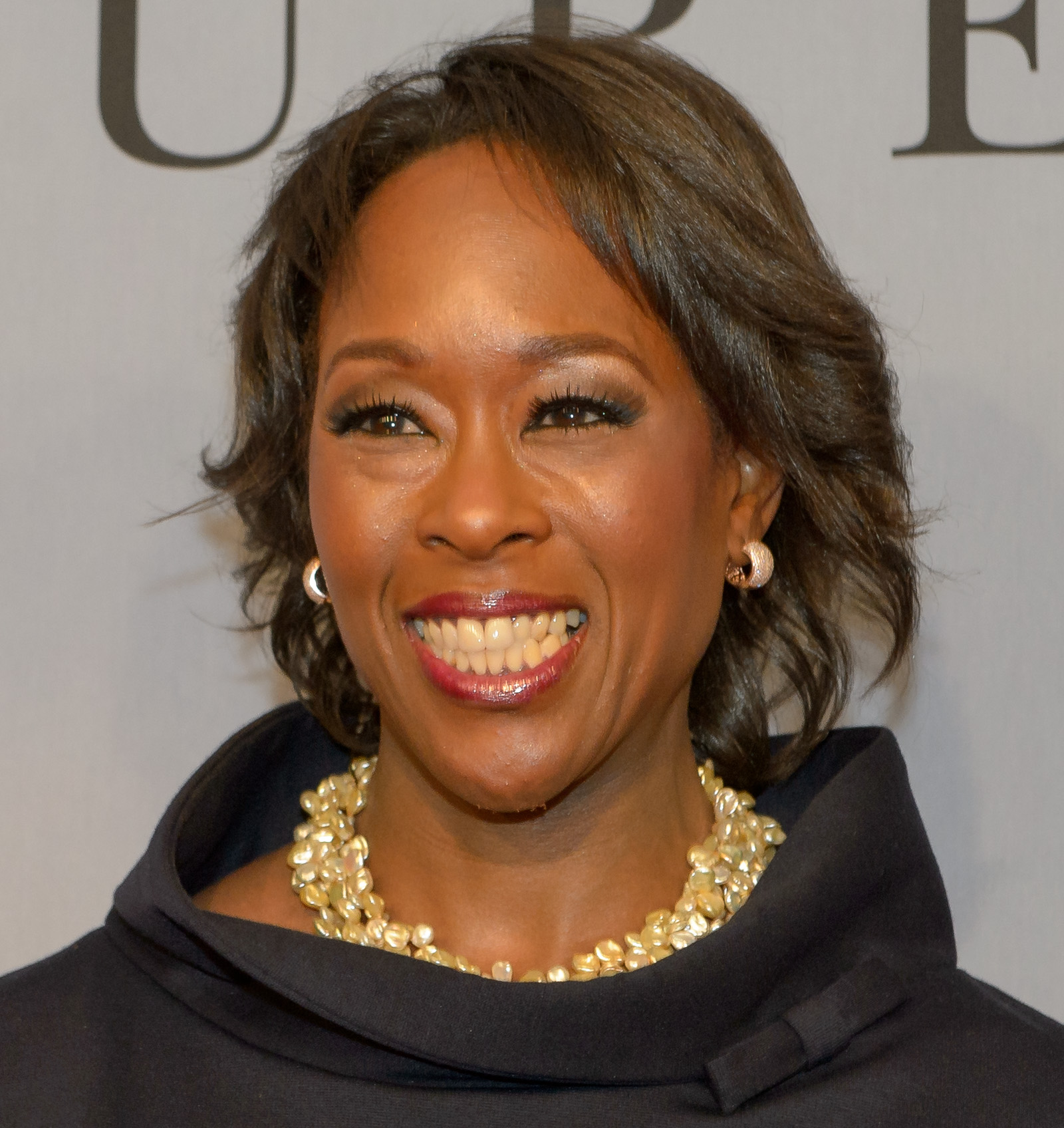
Margot Lee Shetterly 2016

Margot Lee Shetterly (* 1969 in Hampton, Virginia) ist eine US-amerikanische Sachbuchautorin. Ihr erstes Buch Hidden Figures wurde in 16 Sprachen übersetzt, unter demselben Namen verfilmt und 2017 mit einem Anisfield-Wolf Book Award sowie mit dem NAACP Image Award for Outstanding Literary Work in der Kategorie Nonfiction ausgezeichnet.

## Leben
Shetterly wurde 1969 in Hampton, Virginia geboren. Ihr Vater arbeitete als Wissenschaftler am NASA-Langley Research Center, ihre Mutter war eine Englischprofessorin an der Hampton University. Shetterly besuchte die Phoebus High School in Hampton (Virginia) und die McIntire School of Commerce an der University of Virginia.
Nach dem College zog sie um nach New York und arbeitete mehrere Jahre im Investment Banking, zuerst bei J.P. Morgan, dann bei Merrill Lynch. Anschließend wechselte sie in die Medienbranche und arbeitete bei verschiedenen Start-up-Unternehmen, u. a. der von HBO finanzierten Website Volume.com.
Im Jahr 2005 zogen sie und ihr Mann, der Schriftsteller Aran Shetterly, nach Mexiko um. Dort gründeten sie das englischsprachige Magazin Inside Mexico für Expats, welches bis 2009 erschien.
Von 2010 bis 2013 arbeiteten die Shetterlys als Berater für die mexikanische Tourismusindustrie.
Shetterly begann 2010 mit der Recherche für Hidden Figures. 2014 wurden die Buchrechte an HarperCollins verkauft, die Filmrechte gingen an Donna Gigliotti von Levantine Films.
2013 gründete sie The Human Computer Project. Das Ziel dieser Organisation ist ein Archiv der Arbeit sämtlicher Frauen, die als „menschliche Computer“ und Mathematikerinnen in den frühen Jahren beim National Advisory Committee for Aeronautics (NACA) und der National Aeronautics and Space Administration (NASA) gearbeitet hatten, z. B. in der West Area Computing Unit.
Im Herbst 2016 erschien ihr Buch Hidden Figures und wurde innerhalb kürzester Zeit zu einem New York Times Bestseller. Das Buch wurde im selben Jahr von Fox 2000 als Hidden Figures – Unerkannte Heldinnen verfilmt. Taraji P. Henson spielt darin Katherine Johnson. In weiteren Rollen spielen Octavia Spencer, Janelle Monáe, Kevin Costner, Kirsten Dunst und Jim Parsons.

## Werke
- Hidden Figures – Unerkannte Heldinnen. HarperCollins, Hamburg 2017, ISBN 978-3-95967-084-5 (400 S., amerikanisches Englisch: Hidden Figures. New York 2016. Übersetzt von Michael Windgassen, Sandra Ritters).
- NASA-Langley Women's History Month 2014 Keynote: "Hidden Figures: The Female Mathematicians of NACA and NASA."

## Rezeption
Shetterly erhielt 2014 ein Stipendium der Alfred P. Sloan Foundation zur Unterstützung der Recherchen für ihr Buch Hidden Figures und zwei Zuschüsse der Virginia Foundation for the Humanities für ihre Arbeit an The Human Computer Project.